# Ойген Франц Ервін фон Шенборн
О́йген Франц Е́рвін фон Ше́нборн (нім. Eugen Franz Erwein von Schönborn; 27 січня 1727, Майнц, Священна Римська імперія — 25 липня 1801, Відень, Священна Римська імперія) — австрійський та німецький державний діяч, граф, член Таємної ради, жупан комітату Береґ на Закарпатті. Представник роду Шенборнів.

## Життєпис
Ойген Ервін фон Шенборн народився 27 січня 1727 року у Майнці в родині графа Анзельма Франца фон Шенборна та графині Марії Терезії фон Монтфорт-Теттнанг. Батько Ойгена Ервіна помер за пів року до народження сина.
Граф здобув прекрасну освіту. Був членом Імперської таємної ради, мав звання камергера й оберполковника.
У власності Ойгена Ервіна перебував палац Шенборнів у Геллерсдорфі, а також володіння, успадковані в дядька Фрідріха Карла фон Шенборна: маєтки Ваєрбург та Маутерн-ан-дер-Донау. 1766 року граф придбав палац Россац.
Граф Ойген Ервін успадкував великі володіння на Закарпатті, зокрема Мукачево. Із родини Шенборнів, що володіли землями в краї, Ойген Ервін був першим, що оселився на цих територіях. Граф отримав посаду жупана Березького комітату. 1749 року матір графа видала патент на переселення до Закарпаття німецьких колоністів з Вюрцбурга. 1761 року такий переселенський патент видав і сам Ойген Ервін. Колоністи переселялися переважно з австрійських володінь Шенборнів і селилися в долині Латориці. За сприяння графа Ойгена Ервіна на Закарпатті вперше почали вирощувати картоплю, кукурудзу та соняшник. 1782 року зведено міст через річку Латорицю. Також за сприяння графа відкрито панчішну фабрику та кінний завод.
Граф Ойген Франц Ервін фон Шенборн помер у Відні 25 липня 1801 року.

## Родина
Був одружений двічі. Від першого шлюбу з Марією Єлизаветою цу Зальм-Зальм (1729—1775) мав сімох дітей:
- Марія Крістіна (1754—1797);
- Марія Амалія (31 січня — 31 грудня 1756);
- Марквард (нар. і пом. 28 грудня 1756);
- Марія Терезія (1758—1838);
- Марія Єлизавета (1759—1813);
- Марія Франциска (1763—1825);
- Вільгельм (1765—1770).

1776 року, після смерті першої дружини, граф уклав шлюб із графинею Марією Терезією фон Колоредо (1744—1828). Шлюб виявився бездітним.
Через ранню смерть обох синів графа після його смерті володіння перейшли у власність Шенборн-Бухгеймської лінії родини.

## Нагороди
- Лицар Ордена Золотого руна (1790)[4]